# Lycoriella cochleata
Lycoriella cochleata är en tvåvingeart som först beskrevs av Rubsaamen 1898.  Lycoriella cochleata ingår i släktet Lycoriella och familjen sorgmyggor.
Artens utbredningsområde är Grönland. Inga underarter finns listade i Catalogue of Life.